# Eores
Eores (Afers in tedesco) è una frazione del comune di Bressanone in provincia autonoma di Bolzano.

## Geografia
Eores si trova a circa 15 chilometri dalla città vescovile, e passando per tale località si giunge al passo delle Erbe (2003 m s.l.m.) così come quella che conduce alla Plose (2.562 m) tramite l'impianto sciistico Vallazza.
Da questa frazione ha inizio l'omonima valle, che termina presso un'altra frazione posta a valle, Albes (Albeins).

## Storia
Eores è stato comune autonomo della Venezia Tridentina dal 1920. Nel 1927 il territorio fa parte della provincia di Trento e nel 1927 passa alla provincia di Bolzano. Nel 1929 il comune viene soppresso e diventa frazione di Sant'Andrea in Monte.

## Monumenti e luoghi d'interesse
- Chiesa di San Giorgio
- Chiesa di San Giacomo, nella località omonima